# Karol Osowski
Karol Antoni Osowski (ur. 26 marca 1947 w Mysłowicach) – polski urzędnik państwowy, wicewojewoda szczeciński (1995–1997), przewodniczący sejmiku zachodniopomorskiego I i II kadencji (2001–2006).

## Życiorys
W 1970 ukończył studia prawnicze na Uniwersytecie Mikołaja Kopernika w Toruniu. Został stypendystą Dyrekcji Okręgowej Kolei Polskich, pracował jako radca prawny DOKP w Szczecinie. W 1976 wstąpił do PZPR. W latach 1978–1983 sprawował funkcję wiceprzewodniczącego, a następnie przewodniczącego Miejskiej Rady Narodowej w Szczecinie (1983–1990). W okresie rządów SLD-PSL został mianowany wicewojewodą szczecińskim – zastępcą Marka Tałasiewicza.
W 1998 i 2002 wybierany na radnego województwa zachodniopomorskiego z ramienia SLD. W 2001 został przewodniczącym sejmiku I kadencji (zastąpił Wojciecha Długoborskiego). W latach 2002–2006 pełnił funkcję przewodniczącego sejmiku II kadencji. W 2006 bezskutecznie kandydował ponownie do sejmiku. W wyborach w 2007 bez powodzenia ubiegał się o mandat senatora z ramienia LiD.